# تفسير غريب القرآن
غريب القرآن كتاب في التفسير ينسب للإمام زيد بن علي جمعه بإسناده محمد ابن منصور بن يزيد الكوفى (توفي حوالي 293هـ).
وقد شكّك بعض المؤلفين في نسبة هذا الكتاب إلى زيد بن علي (أنظر معجم مصنفات القرآن لعلي شواخ إسحاق الشعيبي 294/3)، وقال حسين محمد نصار أن بعض المؤرخين ينسبون كتابا في غريب القرآن لزيد بن علي، وأنه لم يعثر على أثر له فيما طالعه من كتب، لكن محققوا الكتاب أثبتوا نسبته لزيد بن علي.
حُقق كتاب تفسير غريب القرآن ضمن رسالة للحصول على العالمية العالية (الدكتوراه) بعنوان: "ظاهرة الغريب في اللغة العربية حتى نهاية القرن الثالث الهجري، مع تحقيق: تفسير غريب القرآن لزيد بن علي"، وناقش الباحث حسن محمد تقي سعيد رسالته هذه في كلية الآداب بجامعة عين شمس بالقاهرة خلال عام 1986م. كما أن محمد يوسف الدين - رئيس قسم الدراسات الإسلامية بالجامعة العثمانية سابقا - كان قد نشر هذا الكتاب بالهند حيث حققه ورتّبه.
يقول المحقق محمد يوسف الدين على هامش الاصل في مقدمة التحقيق "هذه أجوبة من كلام زيد بن (علي) متصلة في الأصل بتفسير الغريب"، فهو إذن تفسير لغريب القرآن، وما يزيل اللبس هو أن غريب القرآن جزء من علم التفسير. يؤكد هذا العنوان الأصلي للكتاب تفسير غريب القرآن المجيد كما هو عنوان المخطوطات في خزانة التراث/فهرس المخطوطات حيث صُنفت مخطوطة (10237) في مكتبه الدولة ببرلين و المخطوطات (201 و 197 و 195 و 196) في مكتبة الجامع الكبير بصنعاء ضمن علوم القرآن والتفسير.